# Mount Gay Rum
Le Mount Gay Rhum est un rhum produit par Mount Gay Distilleries Ltd. à Barbade, une île des Caraïbes, propriété du groupe français Rémy Cointreau.

## Historique
Le plus vieil acte de propriété de la société date de 1703, ce qui fait de Mount Gay Rum la plus vieille marque de rhum au monde toujours en production,. Le domaine initialement connu sous le nom de Mount Gilboa est fondé par William Sandiford au début du XVIIIe siècle. Il se situe à Saint Lucy, au nord de l'île de la Barbade. En 1747, la distillerie et le moulin attenant sont vendus à John Sober. Puisque Sober habite principalement en Angleterre, c'est Sir John Gay Alleyne, un ami de la famille, qui gère le domaine. A sa mort, le domaine est renommé Mount Gay en son honneur,. 
En 1918, la distillerie est achetée par Aubrey Ward, un homme d'affaires anglo-irlandais, qui engage de grands travaux de rénovation des appareils de distillation. 
En 1989, la marque Mount Gay est achetée par le groupe de spiritueux français Rémy Cointreau,. Rémy Cointreau devient également propriétaire de la distillerie en 2014 en la rachetant à la famille Ward.
La marque est vendue dans 110 pays et son premier marché à l'export est avec les États-Unis.

## Production
La mélasse utilisée pour la production de rhum dans la distillerie est très majoritairement importée. Afin de distiller le rhum, la distillerie utilise des pot stills et des colonnes de distillation.

### Vieillissement
La distillerie a une capacité de stockage de 64 000 fûts répartis dans cinq chais de vieillissement.